# Poliziotti violenti
Poliziotti violenti è un film italiano del 1976 diretto da Michele Massimo Tarantini.

## Trama
Per impedirgli di indagare su alcuni casi di corruzione nell'esercito, il maggiore dei paracadutisti Paolo Altieri viene promosso e trasferito a Roma. Qui viene coinvolto, suo malgrado, nel rapimento di un bambino, che egli peraltro riesce a sventare, in cui i banditi utilizzano delle mitragliette speciali, date in uso solo al suo reggimento, le MK-118.
Altieri capisce che sotto ci deve essere un traffico illecito ed inizia ad indagare insieme al commissario della Polizia di Stato Paolo Tosi. I due scopriranno un'organizzazione che cerca di destabilizzare l'intero Paese con un colpo di Stato ordito da alti ufficiali e personalità al di sopra di ogni sospetto. Tuttavia alla fine dopo aver scongiurato il golpe, il commissario ucciderà il militare per errore.

## Distribuzione
Distribuito nei cinema italiani l'11 maggio 1976, Poliziotti violenti ha incassato complessivamente 698.998.550 lire dell'epoca.